# Principauté épiscopale d'Halberstadt
1180–1648
Entités précédentes :
- Duché de Saxe

Entités suivantes :
- Principauté de Halberstadt au sein de l'État de Brandebourg-Prusse

La principauté épiscopale de Halberstadt ou évêché de Halberstadt (en allemand : Hochstift Halberstadt), fut un État du Saint-Empire romain germanique. Les évêques de Halberstadt, qui relevaient du duché de Saxe, obtinrent l'immédiateté impériale comme seigneurs temporels  de la principauté épiscopale (Hochstift) après la chute du duc Henri le Lion en 1180. Leur siège était la cathédrale Saint-Étienne à Halberstadt.
Les frontières de la principauté et de l'ancien diocèse fondé prétendument en 804, suffragant de la province ecclésiastique de Mayence, ne coïncidaient pas. Avec le diocèse de Hildesheim, Halberstadt fut un cœur de l’évangélisation de la région d'Ostphalie dans la Saxe païenne à l’époque carolingienne.
Dans le contexte de la Réforme, des évêques protestants ont été ordonnés à partir de l'année 1566. Après la guerre de Trente Ans, sous les dispositions des traités de Westphalie conclus en 1648, l’évêché fut sécularisé et la principauté devint alors un fief laïque dirigé par les électeurs de Brandebourg-Prusse.

## Histoire

### Création du diocèse

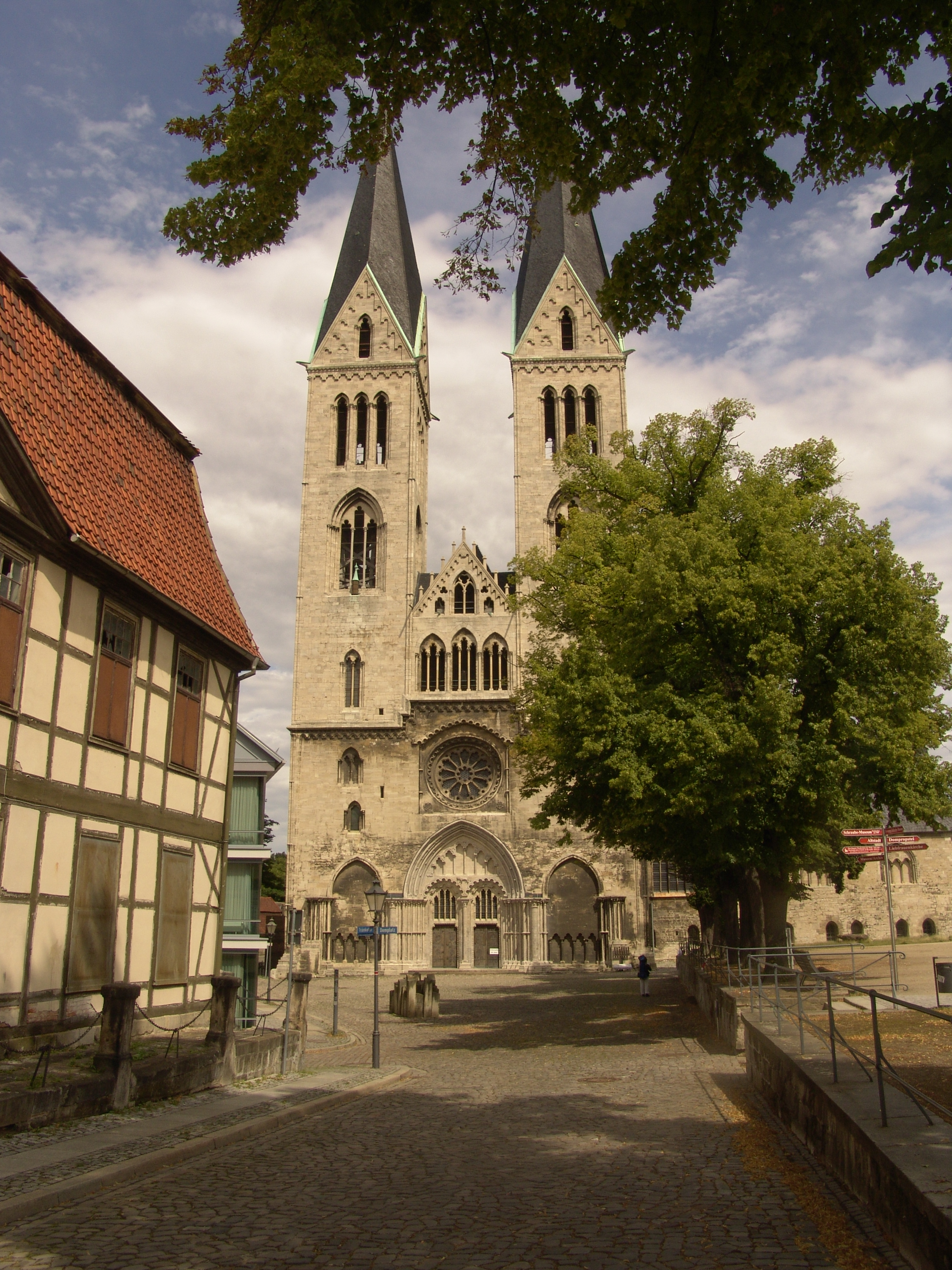
La cathédrale de Halberstadt.

À la différence des autres peuples germaniques, les Saxons étaient encore au début du IXe siècle un peuple païen, sacrifiant aux divinités germaniques, et cela malgré diverses mesures spectaculaires comme la destruction d’Irminsul. Selon une charte de l’empereur Louis le Pieux, son père Charlemagne, au terme de 30 ans de guerre des Saxons, décida en 804 d'établir un premier évêché à Seligenstadt (Osterwieck) : par un capitulaire du 2 septembre 814, Louis attribua à l’évêque Hildegrin de Châlons, élève d'Alcuin à l’Académie palatine, l’autorité sur un nouveau diocèse à Halberstadt.
Certains historiens ont constaté que le document était selon toute vraisemblance un faux et que Hildegrin n’était jamais nommé évêque de Halberstadt. Néanmoins, il prêchait la foi chrétienne dans l’Ostphalie et une première église à Halberstadt est évoquée en 859.
Dans un acte du roi Louis IV de Germanie de l’an 902, l'existence du diocèse est confirmée. À cette époque, le territoire diocésain s'étendait au nord jusqu'aux vallées de l’Aller et de l’Ohre, à l’est jusqu’à l’Elbe et la Saale, à l'ouest jusqu'à Oker, au sud-ouest jusqu'au pays d’Unstrut, Helme et Wipper, et au sud jusqu’à Mersebourg et Zeitz. La région doit à la création de cette mission son premier développement culturel et économique.

### Sur la voie d'une principauté
Les projets de l'empereur Otton Ier de transférer le siège du diocèse vers l'Est à Magdebourg sur l'Elbe furent d'abord un échec, mais à long terme Halberstadt dut céder l’autorité sur la moitié orientale du pays à l'archevêché de Magdebourg fondé en 967. En contrepartie, l’évêque Hildiward a obtenu les droits de tenir marché, de douane et de frappe de la monnaie, confirmé par le roi Otton III en 989. L’évêché reçut de l’empereur Henri III de nombreux droits comtaux, qui furent mis à profit pour se tailler dans le pays avoisinant un territoire en propre. De 1036 à 1059, Buchard Ier, l’ancien chancelier de l'empereur Conrad II, fut évêque de Halberstadt. Il eut pour successeur Buchard II, un neveu de l’archevêque Annon II de Cologne, partisan d’Hildebrand qui deviendra pape sous le nom de Grégoire VII, et qui appuya l'élection d’Alexandre II en 1061, ce qui déclencha la colère du roi Henri IV.

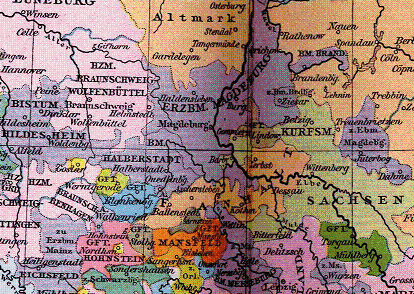
La principauté épiscopale de Halberstadt vers 1400

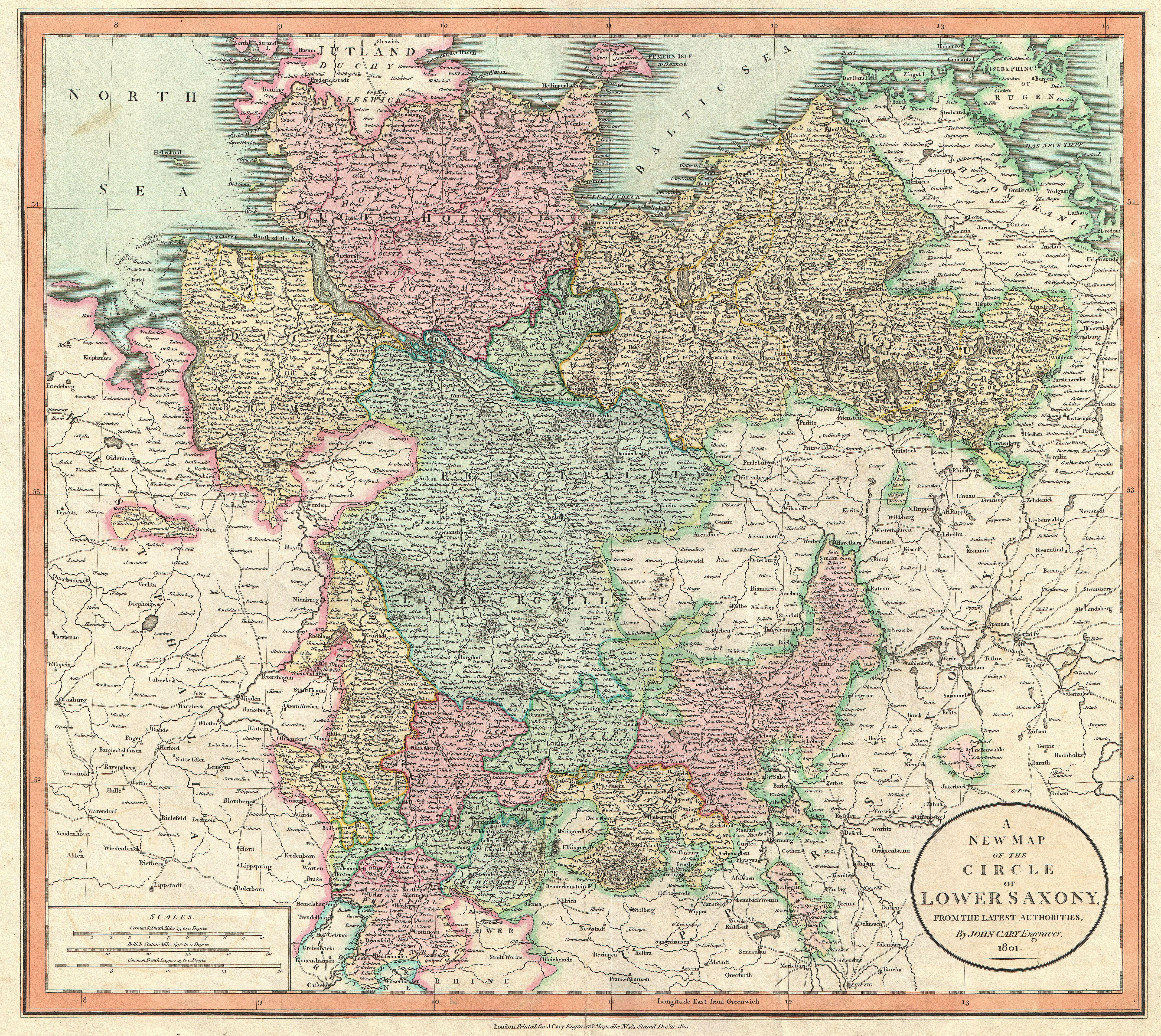
La principauté épiscopale de Halberstadt (en jaune) dans le cercle de Basse-Saxe.

En 1179, la ville et la cathédrale ont été dévastées par les attaques furieuses du duc Henri le Lion. Dans le territoire de l'ancien duché de Saxe, la principauté-épiscopale se manifeste après la destitution de Henri par l'empereur Frédéric Barberousse l'année suivante. La construction de la cathédrale existante a commencé sur décision du chapitre au début du XIIIe siècle, en réponse à la réalisation de la cathédrale de Magdebourg. En 1315, l'évêque Albert Ier de Halberstadt, issu de la maison d'Anhalt, a acquis les domaines autour d'Aschersleben, lorsque son cousin le prince Othon II d'Anhalt-Aschersleben meurt sans héritier mâle.

### La Réforme et la sécularisation
La principauté épiscopale faisait partie du Cercle de Basse-Saxe, constitué en 1500. Dès l'an 1479, l’archevêque Ernest de Magdebourg, issu de la maison de Wettin, exerçait les fonctions d'« administrateur » du diocèse ; union personnelle qui ne prit fin qu'en 1566 avec l’entrée en fonctions de l’évêque Henri-Jules, prince de Brunswick-Wolfenbüttel : ce dernier fut d'ailleurs le premier évêque non catholique de Halberstadt. Depuis la Diète de Worms en 1521, la Réforme protestante s'est étendue à l'ensemble de la Germanie ; les bourgeois de la ville, gagnés aux idées de la Réforme, achetèrent en 1540 à l’archevêque Frédéric IV de Magdebourg leur liberté de culte. L'archevêque Sigismond, prédécesseur de Henri-Jules, a déjà été un partisan déclaré de la nouvelle confession. Nèanmoins, l'investiture officielle d'un évêque protestant le 7 décembre 1578 attira l'attention du public.
En 1629, l’édit de Restitution est promulgué par l'empereur Ferdinand II visant à reconvertir tous les diocèses protestants au catholicisme ; son fils Léopold-Guillaume de Habsbourg a été élu archevêque de Magdebourg et évêque de Halberstadt. Puis à l’issue de la guerre de Trente Ans, en 1648, le diocèse fut sécularisé et le territoire de l'évêché annexé à l’État de Brandebourg-Prusse sous le nom de « principauté de Halberstadt ». Les derniers catholiques se fédérèrent en 1669 en vicariat apostolique de la Germanie septentrionale. À partir de 1701, les rois de Prusse portent le titre de « prince de Halberstadt ».
Le jubilé des 1 200 ans du diocèse a été commémoré en 2004 par force défilés, expositions et concerts.

## Frontières et organisation

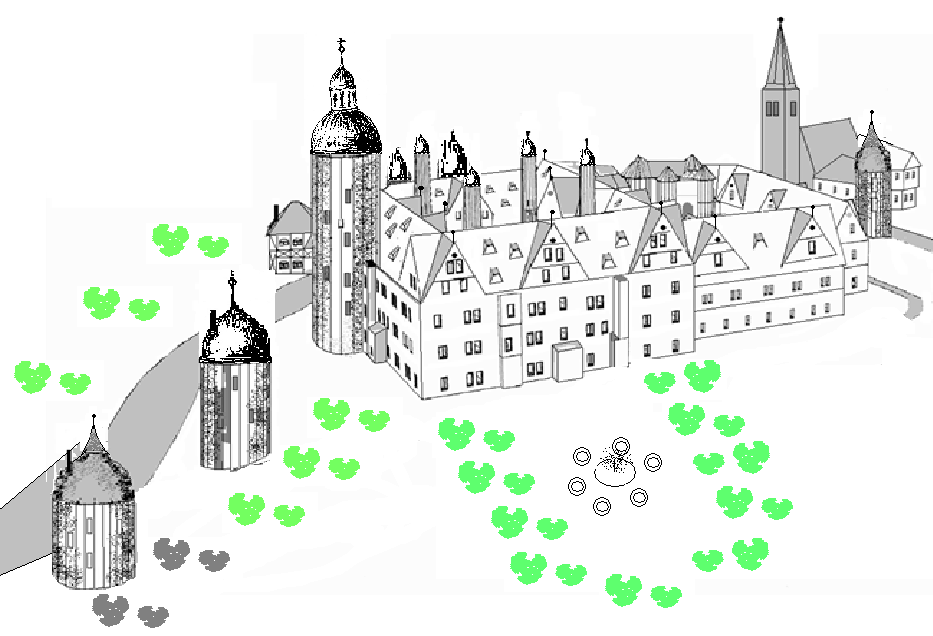
Reconstitution de la résidence épiscopale de Gröningen, aujourd’hui disparue.

L'évêché, qui comprenait près de cent institutions, monastères et commanderies, s'organisa au début du XIIIe siècle en treize archidiaconats, nombre porté même à trente-sept à la fin des années 1400. Ces fiefs ecclésiastiques étaient le plus souvent administrés par des vidames, qui se faisaient eux-mêmes le plus souvent représenter par des archiprêtres. Ces officiers disposaient d'une administration en propre qui leur permettait dans une certaine mesure d'exercer un pouvoir temporel en marge des juridictions ecclésiastiques. Aux marches de l'évêché, certains d'entre eux bénéficiaient d'un adjoint.
Au sein de la petite principauté temporelle de l'évêque apparut au XIIIe siècle un avoué, chargé de prélever les contributions des vassaux de l'évêque. À partir de 1339, un conseil diocésain de clercs et de laïcs a exercé, présidé à la fin du XVe siècle par le chancelier. Outre le Conseiller des Finances, l'évêque nomma pour la première fois en 1377 un capitaine de l’Église, chargé des questions militaires de la principauté.
De même que le clergé était divisé en archidiaconats, le pouvoir temporel était organisé en bailliages et octrois.

## Le chapitre

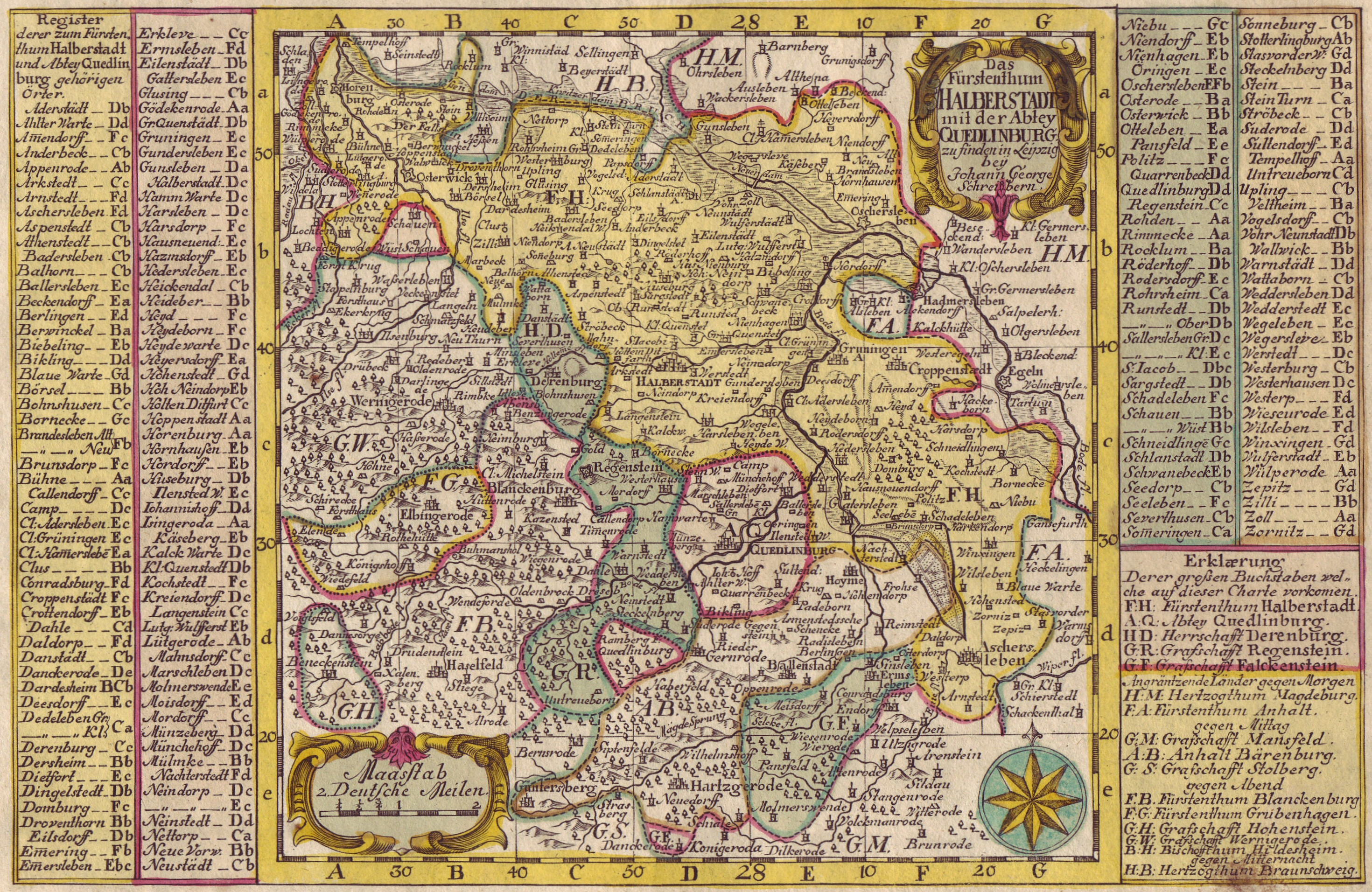
Le territoire de Halberstadt vers 1750

Le chapitre de chanoines, dont mention n'est faite dans les textes qu'à partir du XIIe siècle, était formé pour l’essentiel de gentilshommes de Basse-Saxe, où jusqu’au XVe siècle la haute-noblesse avait préséance. Les 22 chanoines étaient élus, mais le pape intervint de plus en plus souvent dans le scrutin. Les dignitaires étaient le prévôt, le doyen du chapitre et le grand cellérier, le vidame le cédant de plus en plus en influence au doyen à partir du XVe siècle.
Bien qu’en 1648 le diocèse fût sécularisé, le chapitre continua de siéger jusqu’à son suspension par le gouvernement du royaume de Westphalie en 1810.